# Yousif Jaber
Yousif Jaber Naser Al-Hammadi (Baniyas, 25 febbraio 1985) è un ex calciatore emiratino, difensore dell' Shabab Al-Ahli e della Nazionale di calcio degli Emirati Arabi Uniti.

## Carriera

### Club
Ha giocato nella prima divisione emiratina.

### Nazionale
Nel 2003 ha partecipato ai Mondiali Under-20.
Con la nazionale maggiore emiratina ha preso parte alla Coppa d'Asia 2007 e alla Coppa d'Asia 2011.

## Palmarès

### Club

#### Competizioni nazionali
- Campionato emiratino: 2

Al-Ahli: 2008-2009, 2022-2023
- Coppa del Presidente degli Emirati Arabi Uniti: 2

Al-Ahli: 2007-2008, 2020-2021
- Coppa di Lega emiratina: 1

Al-Ahli: 2020-2021
- Supercoppa degli Emirati Arabi Uniti: 3

Al-Ahli: 2008, 2020, 2023
- Campionato emiratino di seconda divisione: 2

Baniyas: 2004-2005, 2017-2018

#### Competizioni internazionali
- Coppa dei Campioni del Golfo: 1

Baniyas: 2013